# Saison 2014-2015 du Paris Saint-Germain Handball
Maillots
Chronologie
Saison 2013-2014 Saison 2015-2016
Dernière mise à jour : 30 juin 2015.
La saison 2014-2015 du Paris Saint-Germain Handball est la 27e saison en première division depuis 1985.
Pour Philippe Gardent, « quand on joue à Paris, il est légitime de vouloir remporter les titres nationaux (...) Après on sait aussi que c'est une équipe qui se bâtit pour la Ligue des champions. On se fixe volontairement des objectifs hauts. On vise encore le Final 4. Avec les joueurs qu'on a et l'ambition du club on ne peut pas viser autre chose. C'est une mission difficile mais c'est légitime de viser ce Final 4. ». Les joueurs sont au diapason à l'image de Luc Abalo qui confiait après le stage au Qatar, « (...) l’objectif cette année, en interne, serait de jouer le Final Four de la Champions League. Moi je dirais même plus, ça serait de la gagner. Et au niveau national ça serait, avec tout le respect que j’ai pour nos adversaires, de gagner tous les titres que nous allons jouer cette saison. »
Le club remporte son premier Trophée des champions. Mais il est sorti dès les quarts de finale de la coupe de la Ligue par HBC Nantes. L'équipe défend son titre de coupe de France 2014 qu'il conserve. 
Qualifié pour la Ligue des champions via une demande auprès de l'EHF, Paris échoue aux portes du Final Four après une nouvelle élimination en quart de finale encore face aux hongrois du Veszprém KSE.
Le championnat de France est intense et le suspense dure jusqu'au dernier match de la saison,. Le PSG le remporte pour la deuxième fois et se qualifie d'office pour la Ligue des champions.

## Pré-saison

### Budget
Le budget du club est une nouvelle fois en augmentation passant de 13 580 000 € à 14 760 000 €.
beIN Sports pour sa première saison de diffusion, reverse des droits TV. Le PSG perçoit ainsi 217 000 € (120 000 fixe et 97 000 variable).

### Transferts
Sur l'arrivée de trois joueurs hexagonaux, l'entraîneur explique « Oui, on voulait franciser le groupe. Il y avait beaucoup trop de nationalités différentes. Chacun est arrivé avec une conception différente, sa propre culture. Il fallait affiner le fil conducteur. ». Le club comptait neuf nationalités pour dix-huit joueurs. Trois joueurs emblématiques de l'équipe de France viennent renforcer le collectif : au poste d'arrière droit Xavier Barachet qui avait signé en 2013 mais qui avait été prêté à Saint-Raphaël, à l'arrière gauche William Accambray et Thierry Omeyer dans les cages. Ils remplacent respectivement Ásgeir Örn Hallgrímsson, Antonio García Robledo et  José Manuel Sierra. Après deux saisons blanches dues à des blessures, Zacharia N'Diaye fait enfin son retour en tant que défenseur exclusif, il remplace Ibrahima Diaw.
| Nom | Nom                     | Poste          | Provenance/Destination | Provenance/Destination                      | Durée |
|     |                         |                | Arrivées               |                                             |       |
|     | Xavier Barachet         | Arrière droit  |                        | Saint-Raphaël Var Handball (Retour de prêt) | 3 ans |
|     | William Accambray       | Arrière gauche |                        | Montpellier Agglomération Handball          | 3 ans |
|     | Thierry Omeyer          | Gardien de but |                        | Montpellier Agglomération Handball          | 2 ans |
|     |                         |                | Départs                |                                             |       |
|     | Ásgeir Örn Hallgrímsson | Arrière droit  |                        | USAM Nîmes Gard                             | 3 ans |
|     | Antonio García Robledo  | Arrière gauche |                        | SC Pick Szeged                              | 2 ans |
|     | José Manuel Sierra      | Gardien de but |                        | SC Pick Szeged                              | 2 ans |
|     | Ibrahima Diaw           | Défenseur      |                        | CS Dinamo Baumit București                  | 2 ans |
|     |                         |                | Prolongations          |                                             |       |
|     | Patrice Annonay         | Gardien de but |                        |                                             | 2 ans |

### Effectif
Note : Est indiqué comme étant en sélection nationale tout joueur ayant participé à au moins un match avec une équipe nationale lors de la saison 2014-2015.

### Préparation
Avant de reprendre le championnat le 11 septembre, le PSG dispose de six semaines et sept matchs de préparation. Les joueurs parisiens retournent à l'entraînement dès le 25 juillet à Coubertin. Ils s'envolent ensuite pour un stage dans le complexe sportif Doha Sports City à Doha au Qatar du 28 juillet au 5 août. Le premier match amical (uniquement en présence du 8e homme, le club de supporters du PSG Handball) se joue trois jours après leur retour contre Chartres, club de proD2 qui sera promu quelques mois plus tard en première division, il se conclut par une victoire parisienne 32 à 20 . Le 15 août les hommes de Philippe Gardent s'opposent à ceux d'Alfreð Gíslason dans le cadre du 10e anniversaire de la Unser Norden Cup dans le bastion du champion d'Allemagne. Le PSG, seule équipe française ayant jamais participé à ce tournoi, s'impose face à THW Kiel sur le score de 31 à 28 . La préparation se poursuit sur le littoral ligérien avec la première édition du Vendée Hand Trophée les 22 et 23 août au Vendéspace. Les équipes invitées sont Montpellier, Saint-Raphaël et Zagreb. Paris confirme sa bonne forme en s'imposant face aux Raphaëllois (34-30) puis lors de la finale face aux Montpelliérains (32-26). Direction Strasbourg pour l'Eurotournoi (du 28 août au 31 août) qui fête son vingtième anniversaire. Le PSG est invité avec Montpellier, Chambéry, El Jaish (Qatar), Kielce (Pologne) et Tcheckhov  (Russie). L'effectif de la capitale enchaîne les victoires, d'abord face aux Qataris (37 - 25) , puis contre les Russes (32 à 22) et enfin en finale une nouvelle fois contre les héraultais (32 à 24). Paris remporte son 2e Eurotournoi consécutif en autant de présence. La préparation parisienne se conclut par 7 victoires en 7 matchs, mais compte déjà un premier blessé. Xavier Barachet s'est fracturé un pouce lors de l'Eurotournoi face aux russes de Tchekhov et sera absent deux mois . Son retour se fait le 6 novembre lors du match de la 8e journée contre Dunkerque.
Les premiers matchs officiels se déroulent à Monastir en Tunisie lors de la 5e éditions du Trophée des champions dès les 6 et 7 septembre. Après une victoire à l'arraché contre Montpellier (37 à 35 après les tirs au but), les parisiens déroulent en finale face aux Dunkerquois en s'imposant de 11 buts (34 à 23). Les joueurs rentrent en France avec le premier titre de la saison. 
| Date                 | Lieu                       | Compétition                    | Match               | Score   |
| 28 juillet au 5 août | Aspire Zone, Doha au Qatar | Stage                          | Stage               | Stage   |
| 8 août               | Paris                      | Amical                         | PSG - Chartres (D2) | 32 - 30 |
| 15 août              | Kiel                       | Unser Norden' Cup Amical       | THW Kiel - PSG      | 28 - 31 |
| 22 août              | Mouilleron-le-Captif       | Vendée Hand Trophée Amical     | PSG - Saint-Raphaël | 34 - 30 |
| 23 août              | Mouilleron-le-Captif       | Vendée Hand Trophée Amical     | PSG - Montpellier   | 32 - 26 |
| 28 août              | Strasbourg                 | Eurotournoi Amical             | PSG - El Jaish      | 37 - 25 |
| 30 août              | Strasbourg                 | Eurotournoi Amical             | PSG - Tchekhov      | 32 - 22 |
| 31 août              | Strasbourg                 | Eurotournoi Amical             | PSG - Montpellier   | 32 - 24 |
| 6 septembre          | Monastir en Tunisie        | Trophée des champions Officiel | PSG - Montpellier   | 37 - 35 |
| 7 septembre          | Monastir en Tunisie        | Trophée des champions Officiel | PSG - Dunkerque     | 34 - 23 |

## Compétitions

### Coupe de la Ligue
| Tour                                             | Date       | Diffusion TV | Club recevant | Score   | Club visiteur | Rapport          |
| Exempté de tour préliminaire et de premier tour  |            |              |               |         |               |                  |
| 1/4                                              | 09.11.2014 |              | PSG Handball  | 26 - 27 | HBC Nantes    | Feuille de match |
| Le PSG Handball est éliminé en quarts de finale. |            |              |               |         |               |                  |

### Coupe de France
| Tour                                                                                         | Date       | Diffusion TV | Club recevant                                   | Score   | Club visiteur | Rapport          |
| Les clubs de LNH sont exemptés de tours préliminaires et n'entrent qu'en seizièmes de finale |            |              |                                                 |         |               |                  |
| 1/16                                                                                         | 08.02.2015 |              | Entente Strasbourg Schiltigheim Alsace Handball | 21 - 34 | PSG Handball  | Feuille de match |
| 1/8                                                                                          | 27.02.2015 |              | PSG Handball                                    | 29 - 25 | Istres OPH    | Feuille de match |
| 1/4                                                                                          | 19.03.2015 |              | US Créteil HB                                   | 25 - 28 | PSG Handball  | Feuille de match |
| 1/2                                                                                          | 05.04.2015 |              | Chambéry SH                                     | 20 - 25 | PSG Handball  | Feuille de match |
| Finale                                                                                       | 26.04.2015 |              | PSG Handball                                    | 32 - 26 | HBC Nantes    | Feuille de match |
| VAINQUEUR (3e victoire)                                                                      |            |              |                                                 |         |               |                  |

### Championnat de D1
Dès la troisième journée Paris s'installe à la troisième place. Il faudra attendre la onzième journée, fin novembre et une victoire contre l'US Créteil pour grimper d'une place. Le club traînera ses trois courtes défaites de début de saison (à chaque fois de un but) comme un boulet jusqu'à la mi-mai. Le 21 mai, Chambéry alors aux coudes à coudes avec Saint-Raphaël et Dunkerque pour la troisième place, qualificative pour la coupe EHF, vainc Montpellier permettant au PSG de prendre enfin les rênes du championnat d'une courte longueur. Le suspense durera jusqu'à la dernière journée, Parisiens et Montpelliérains réalisant un sans faute lors des deux dernières matchs. Avec 22 victoires, 1 match nul et 3 défaites, le club remporte son deuxième championnat de France. C'est son troisième titre de la saison.

#### Évolution du classement
|     | J1          | J2            | J3 à J7     | J8            | J9 à J10      | J11 à J23   | J24 à J26   |
| 1er | Créteil     | Montpellier   | Montpellier | Montpellier   | Montpellier   | Montpellier | Paris       |
| 2e  | Nîmes       | Nantes        | Nantes      | Dunkerque     | Saint Raphaël | Paris       | Montpellier |
| 3e  | Montpellier | Cesson-Rennes | Paris       | Nantes        | Paris         |             |             |
| 4e  | Nantes      | Créteil       |             | Saint Raphaël |               |             |             |
| 5e  | Paris       | Paris         |             | Paris         |               |             |             |

#### Détails des matchs
| Journée                                                  | Date       | Club recevant               | Score   | Club visiteur               | Classement (sur 14) | Points | Rapport          |
| -------------------------------------------------------- | ---------- | --------------------------- | ------- | --------------------------- | ------------------- | ------ | ---------------- |
| MATCHS ALLER                                             |            |                             |         |                             |                     |        |                  |
| J1                                                       | 11.09.2014 | PSG Handball                | 31 – 27 | Pays d'Aix UCH              | 5e                  | 2      | Feuille de match |
| J2                                                       | 18.09.2014 | Saint-Raphaël VHB           | 32 – 31 | PSG Handball                | 5e                  | 2      | Feuille de match |
| J3                                                       | 24.09.2014 | PSG Handball                | 35 – 19 | Cesson-Rennes Métropole HB  | 3e                  | 4      | Feuille de match |
| J4                                                       | 01.10.2014 | USAM Nîmes                  | 30 – 35 | PSG Handball                | 3e                  | 6      | Feuille de match |
| J5                                                       | 08.10.2014 | PSG Handball                | 35 – 26 | Tremblay-en-France Handball | 3e                  | 8      | Feuille de match |
| J6                                                       | 15.10.2014 | Chambéry SH                 | 33 – 32 | PSG Handball                | 3e                  | 8      | Feuille de match |
| J7                                                       | 22.10.2014 | PSG Handball                | 33 – 21 | HBC Nantes                  | 3e                  | 10     | Feuille de match |
| J8                                                       | 06.11.2014 | Dunkerque HGL               | 27 – 26 | PSG Handball                | 5e                  | 10     | Feuille de match |
| J9                                                       | 12.11.2014 | Istres OPH                  | 24 – 28 | PSG Handball                | 3e                  | 12     | Feuille de match |
| J10                                                      | 19.11.2014 | PSG Handball                | 34 – 31 | Fenix Toulouse              | 3e                  | 14     | Feuille de match |
| J11                                                      | 27.11.2014 | US Créteil HB               | 21 – 29 | PSG Handball                | 2e                  | 16     | Feuille de match |
| J12                                                      | 03.12.2014 | PSG Handball                | 36 – 20 | Montpellier AHB             | 2e                  | 18     | Feuille de match |
| J13                                                      | 12.12.2014 | Sélestat AHB                | 29 – 43 | PSG Handball                | 2e                  | 20     | Feuille de match |
| MATCHS RETOUR                                            |            |                             |         |                             |                     |        |                  |
| J14                                                      | 18.12.2014 | HBC Nantes                  | 26 – 27 | PSG Handball                | 2e                  | 22     | Feuille de match |
| J15                                                      | 11.02.2015 | PSG Handball                | 41 – 20 | Istres OPH                  | 2e                  | 24     | Feuille de match |
| J16                                                      | 18.02.2015 | PSG Handball                | 35 – 23 | Chambéry SH                 | 2e                  | 26     | Feuille de match |
| J17                                                      | 04.03.2015 | Fenix Toulouse              | 29 – 29 | PSG Handball                | 2e                  | 27     | Feuille de match |
| J18                                                      | 11.03.2015 | PSG Handball                | 37 – 27 | USAM Nîmes                  | 2e                  | 29     | Feuille de match |
| J19                                                      | 01.04.2015 | Pays d'Aix UCH              | 29 – 30 | PSG Handball                | 2e                  | 31     | Feuille de match |
| J20                                                      | 08.04.2015 | PSG Handball                | 36 – 26 | Sélestat AHB                | 2e                  | 33     | Feuille de match |
| J21                                                      | 22.04.2015 | PSG Handball                | 35 – 31 | US Créteil HB               | 2e                  | 35     | Feuille de match |
| J22                                                      | 07.05.2015 | Montpellier AHB             | 28 – 32 | PSG Handball                | 2e                  | 37     | Feuille de match |
| J23                                                      | 14.05.2015 | PSG Handball                | 23 – 17 | Dunkerque HGL               | 2e                  | 39     | Feuille de match |
| J24                                                      | 20.05.2015 | Cesson-Rennes Métropole HB  | 23 – 26 | PSG Handball                | 1er                 | 41     | Feuille de match |
| J25                                                      | 28.05.2015 | PSG Handball                | 27 – 22 | Saint-Raphaël VHB           | 1er                 | 43     | Feuille de match |
| J26                                                      | 04.06.2015 | Tremblay-en-France Handball | 20 – 36 | PSG Handball                | 1er                 | 45     | Feuille de match |
| Le PSG Handball est champion de LNH de la saison 2014-15 |            |                             |         |                             |                     |        |                  |
| Légende: Victoire Nul Défaite Score du club              |            |                             |         |                             |                     |        |                  |

Buts marqués par journée
Ce graphique représente le nombre de buts marqués lors de chaque journée du championnat.

Les Parisiens ont inscrit 842 buts en 26 matchs de championnat (soit 32,4 buts/match) et ils ont encaissé 661 buts. Le club a la meilleure attaque et la deuxième défense de la saison.

### Ligue des champions
| Tours                                            | Opposants           | Allers     | Allers | Retours    | Retours | Résultats | Rapports |
| Phase de groupe (Groupe A)                       | RK Metalurg Skopje  | 28.09.2014 | 22-27  | 30.11.2014 | 35-24   | 2V        | Rapport  |
| Phase de groupe (Groupe A)                       | RK Zagreb           | 05.10.2014 | 27-22  | 09.12.2014 | 25-24   | 1V-1D     | Rapport  |
| Phase de groupe (Groupe A)                       | Naturhouse La Rioja | 12.10.2014 | 32-25  | 21.02.2015 | 35-33   | 1V-1D     | Rapport  |
| Phase de groupe (Groupe A)                       | HC Meshkov Brest    | 19.10.2014 | 28-29  | 15.02.2015 | 36-25   | 2V        | Rapport  |
| Phase de groupe (Groupe A)                       | THW Kiel            | 16.11.2014 | 25-27  | 22.11.2014 | 33-29   | 2D        | Rapport  |
| Huitièmes de finale                              | Dunkerque HGL       | 14.03.2015 | 21-23  | 22.03.2015 | 23-22   | 2V        | Rapport  |
| Quarts de finale                                 | MKB-MVM Veszprém KC | 12.04.2015 | 24-24  | 19.04.2015 | 34-28   | 1N-1D     | Rapport  |
| Le PSG Handball est éliminé en quarts de finale. |                     |            |        |            |         |           |          |

## Affluence
Lors du championnat de France, la grande salle du stade Pierre de Coubertin, d'une capacité de 4016 places, a accueilli en moyenne 2861 spectateurs. Un nombre en baisse de 7% par rapport à la saison précédente. Cependant le nombre d'abonnés grand public (hors licenciés et VIP) est passé de 658 à 1072,.
En Ligue des champions, la halle Carpentier d'une capacité de 4272 places a été occupée en moyenne par 2685 spectateurs contre 2921 en 2013-14,.
|                     | 2013-14 | 2014-15 |
| ------------------- | ------- | ------- |
| Championnat         | 76,6%   | 71,2%   |
| Ligue des champions | 63,4%   | 62,9%   |

## Départs
Dans les minutes qui ont suivi la victoire sur Saint-Raphaël lors de la 25e et dernière journée à domicile, le capitaine de l'équipe a pris le micro pour annoncer avec émotion le départ de quatre joueurs. C'est sous un déluge d'applaudissements du public de Coubertin que Zach, Dugi, Jakov Gojun et Captain Marko ont fait leurs adieux.
- Ce n'est qu'en fin de mercato que Zacharia N'Diaye apprend qu'il n'est pas conservé dans l'effectif de la saison prochaine. Auteur d'une excellente saison au poste de défenseur exclusif, il n'a aucun mal à trouver rapidement un nouveau club. Il fera ainsi partie des hommes de Pascal Mahé puisqu'il signe un contrat de trois ans avec Chartres, champion de ProD2 et nouveau promu en première division[34].

- En avril dernier il le rappelait :« C’est la deuxième année que je ne joue pas. C’est la vie d’une grosse équipe, même si à mon avis je pourrais jouer plus »[35]. Mladen Bojinović avait retrouvé du temps de jeu depuis la blessure de William Accambray[36]. Mais à 38 ans le contrat du demi-centre Serbe n'est pas reconduit. Cependant il n'a pas encore envie de tourner la page, « Je veux encore continuer. Mon corps répond encore »[37].

- Jakov Gojun posera ses valises outre-Rhin, chez les renards de Berlin, récents vainqueurs de la coupe EHF où il rejoindra Denis Špoljarić son ancien coéquipier en équipe nationale de Croatie.

- Un autre joueur croate quitte le navire. Marko Kopljar sera le nouveau bras armé du FC Barcelone pour les trois prochaines saisons où il fera la paire avec Kiril Lazarov[38].

En manque de temps de jeu depuis son arrivée en 2013, Gábor Császár quitte le club au mois de février. Il rejoint l'équipe Suisse de Kadetten Schaffhausen qui sera champion national quelques mois plus tard.
Des rumeurs de départs couraient depuis la fin de sa première saison,, Philippe Gardent continue sa carrière avec le Fenix Toulouse où il remplace Toni García avec la double casquette de manager et entraîneur.